# Eduardo de Miguel
Eduardo de Miguel (Pamplona, 1959) es un arquitecto navarro afincado en Valencia. Es autor de varios proyectos en la capital valenciana entre los que destacan la ampliación del Palacio de la Música (2003) y el Parque de Cabecera. 

## Reseña biográfica
Eduardo de Miguel Arbonés nació en Pamplona en el año 1959. Estudió arquitectura en la Universidad de Navarra donde obtuvo el Premio Extraordinario Fin de Carrera. Posteriormente continuó sus estudios en el Warburg Institute de la Universidad de Londres, donde estuvo como becario, en la Academia Española de Historia, Arqueología y Bellas Artes de Roma, y en el Centro di Studi di Architettura "Andrea Palladio" de Vicenza. De sus salidas al extranjero fue su estancia en Roma lo que más le marcó: 
“Había un ambiente extraordinario, muy estimulante. Vivía rodeado de pintores, escultores, músicos y todo era muy enriquecedor. Me sirvió también para darme cuenta de lo privilegiados que somos los arquitectos ya que tenemos muchos más recursos para poder vivir de nuestro trabajo que los músicos, por ejemplo”. 
Ha obtenido diversos premios y distinciones entre los que cabría destacar la III Bienal de Arquitectura Española por el Centro de Salud de Azpilagaña en Pamplona, la V Bienal de Arquitectura Española por las 8 Viviendas de Realojo en el barrio del Carmen de Valencia y la VII Bienal de Arquitectura Española por la Ampliación del Palacio de la Música de Valencia. El Centro Cultural “El Musical” quedó finalista en los premios FAD 2004, los Klippan Awards 2008 y fue seleccionado para representar al Pabellón Español en la Bienal de Arquitectura de Venecia de 2004. Uno de sus últimos proyectos, el de Integración Paisajística del Tram en la Serra Grossa de Alicante, obtuvo el Premio FAD de la opinión en 2009, fue finalista en el Premio Europeo de Espacio Público 2010 y fue seleccionado para la VII Bienal Iberoamericana de Arquitectura y Urbanismo en Medellín en 2010.
Ha realizado tareas docentes como Profesor de Proyectos Arquitectónicos en la Universidad de Navarra, en la Universidad Politécnica de Madrid y en la Universidad Iberoamericana de México D. F. En el año 1994 se traslada a Valencia donde en la actualidad ejerce su actividad profesional y es Profesor Titular de Proyectos Arquitectónicos en la Universidad Politécnica de Valencia.
Su obra ha sido reflejada en numerosas revistas y publicaciones entre las que cabría mencionar El Croquis, A&V, Arquitectura Viva, Architecture d'Aujourd'hui y Detail. 